# TMEM123
TMEM123‏ (Transmembrane protein 123) هوَ بروتين يُشَفر بواسطة جين TMEM123 في الإنسان.